# Переломник видовжений
Переломник видовжений (Androsace elongata) — вид рослин з родини первоцвітові (Primulaceae), поширений у Європі крім півночі, в Закавказзі й пн.-зх. Ірані.

## Опис
Однорічна рослина 3–5(10) см заввишки. Віночок менший від чашечки. Запушена трава висотою 7–20 см. Стебла поодинокі або по кілька, довжиною 3–10 см. Листки в наземній розетці, цілі, у верхній частині іноді віддалено зубчасті. Квіти розташовані в 3–12-квітих зонтиках. Чашечка завдовжки 4–5 мм. Віночок білий, в гирлі трубки жовтий. Плід — куляста коробочка.

## Поширення
Поширений у Європі крім півночі, в Закавказзі й пн.-зх. Ірані.
В Україні вид зростає у Лісостепу і Степу, зазвичай; в Криму, рідко.